# Ammopolia plumbinotransversa
Ammopolia plumbinotransversa là một loài bướm đêm trong họ Noctuidae.